# Ada Kuchařová
Ada Kuchařová, född den 5 januari 1958 i Brno, är en tjeckisk orienterare som tagit tre VM-silver och två VM-brons för Tjeckoslovakien.